# Lucilia kunthiana
Lucilia kunthiana là một loài thực vật có hoa trong họ Cúc. Loài này được (DC.) Zardini mô tả khoa học đầu tiên năm 1987.